# Mörttjärnarna (Borgvattnets socken, Jämtland)
Mörttjärnarna är en sjö i Ragunda kommun i Jämtland och ingår i Indalsälvens huvudavrinningsområde. Sjön har en area på 0,0395 kvadratkilometer och ligger 365 meter över havet.

## Delavrinningsområde
Mörttjärnarna ingår i det delavrinningsområde (703736-149389) som SMHI kallar för Utloppet av Stor-Laxsjön. Medelhöjden är 371 meter över havet och ytan är 13,96 kvadratkilometer. Det finns inga avrinningsområden uppströms utan avrinningsområdet är högsta punkten. Laxsjöbäcken som avvattnar avrinningsområdet har biflödesordning 4, vilket innebär att vattnet flödar genom totalt 4 vattendrag innan det når havet efter 176 kilometer. Avrinningsområdet består mestadels av skog (81 procent). Avrinningsområdet har 1,59 kvadratkilometer vattenytor vilket ger det en sjöprocent på 11,4 procent.